# Gonçal de Reparaz i Ruiz
Gonçal de Reparaz i Ruiz (Sèvres, 1901 — Lima, 1984), por vezes designado na literatura lusófona por Gonçalo de Reparaz Júnior, foi um geógrafo e historiador.